# L'Erreur de l'Occident
Pour les articles homonymes, voir Occident.
L'Erreur de l'Occident est un essai du romancier et dissident russe Alexandre Soljenitsyne écrit en russe en 1980.
L'essai constitue une critique de l'attitude occidentale vis-à-vis de l'idéologie communiste et soviétique. L'auteur y dénonce également une confusion entre la Russie et l'Union soviétique qu'il juge inadmissible puisque pour lui, la victime (la Russie) ne peut être considéré comme l'assassin (l'Union soviétique a "assassiné" la Russie).
L'auteur serait motivé à publier cet essai après l'arrestation du père Gleb Yakounine, cette dernière constituant pour le dissident une preuve indéniable de la continuation d'une politique totalitaire soviétique, fondamentalement incompatible avec une soi-disant détente. 
La détente était le terme utilisé lors de la guerre froide pour qualifier une période de relâchement des tensions entre les blocs Est-Ouest. Elle prend fin notamment avec l'invasion soviétique de l'Afghanistan et l'arrivée de Ronald Reagan à la tête des États-Unis.

## Résumé
L'essai, bien que sans structure visible ou semblable à celle qui va suivre, peut être divisé en plusieurs blocs se rapportant chacun à une idée. Voici une liste chronologique de ces derniers. Attention cependant à ne pas confondre résumé et ouvrage. Il est conseillé de lire ce dernier pour avoir accès aux explications détaillées et complètes de chaque points dont l'auteur nous fait part.

### 1er bloc de lecture
Soljenitsyne, à la première personne et avec un langage caractéristique très direct qu'il garde pendant tout l'essai, appelle les pays du bloc libéral à ne pas tomber dans le piège d'une détente trompeuse permettant à l'Union soviétique de profiter d'échanges commerciaux fructueux pour mieux s'armer et se renforcer. En effet, pour lui, l'Union soviétique et le communisme constituent des forces féroces et expansionnistes dont le but final est la victoire totale et internationale.

### 2ème bloc de lecture
Soljenitsyne décrit le communisme comme un mal non caractéristique à un seul pays (l'Union soviétique) mais universel en détruisant le peuple et la nation qu'il « occupe ». Pour le dissident, la Russie a disparu en 1918 lorsqu'elle a laissée place aux Soviétiques. lorsque Lénine et ses camarades sont arrivées au pouvoir, ils ont immédiatement débuté des répressions de grande ampleur en exécutant les « ennemis du peuple » et en détruisant les églises. Plus tard sous Staline, ils ont assassiné et réduit à néant les prêtres, que l'auteur considère essentiels au peuple russe. Ces exactions sont les actes d'un occupant et non d'un gouvernement légitime, pour l'écrivain. Ce dernier va même jusqu'à dire pour expliquer l'utilisation du russe par le gouvernement soviétique qu'une victime violée ne devient pas complice de son violeur. Pour expliquer le nationalisme présent dans le pays lors de la Seconde guerre mondiale, il affirme que l'assassin bolchévique a enfourché sa victime russe.

### 3ème bloc de lecture
Soljenitsyne parle également dans son ouvrage des représentants de la population soviétique aux États-Unis, majoritairement des juifs émigrés sous autorisation pendant la coopération soviéto-israélienne, et dénonce leur manque de connaissance du vrai peuple russe, qui dénonce et critique la naissance d'un sentiment national russe soi-disant dangereux, pourtant considéré par l'auteur comme le meilleur moyen de s'allier au peuple russe et lui donner envie de se débarrasser de son tyran.
En effet, le dissident considère que les Russes sont contre le régime communiste en votant à l'unanimité contre lui lors des premières semaines de l'invasion allemande, la population accueillant ces derniers comme libérateurs avant de comprendre qu'ils étaient également des oppresseurs. Avec cette réalisation, le peuple aurait choisi l'oppresseur, qui parle sa langue, au lieu de celui qui parle l'allemand.

### 4ème bloc de lecture
Le penseur déplore les émissions radios américaines diffusées en Union soviétique qui ont pour cause les sujets banals, qui n'ont pas d'intérêt et n'aident pas les russes à penser un autre mode de vie. Soljenitsyne explique qu'il a connu la nation profonde et donc ne peut que rire face aux agréables surprises des Occidentaux en voyage à Moscou en affirmant à raison que la capitale est constamment maintenue à un niveau de vie par plusieurs fois supérieur à celui de la province.

### 5ème bloc de lecture
Soljenitsyne Il s'explique sur sa lettre aux dirigeants soviétiques dans laquelle il propose une fin du totalitarisme soviétique par une désescalade autoritaire, c'est-à-dire dans la harnais de sécurité d'un gouvernement fort, qui disposse d'une certaine autorité pour ne pas aller trop vite pour éviter une rechute dans la dictature puisque selon lui, les totalitarismes naissent des démocraties faibles et non des régimes autoritaires. Pour appuyer son propos, il rappelle les chutes des démocraties de Kerenski, de Tchang Kaï-Chek, et de Weimar, pour ne citer qu'elles, laissant chacune place, respectivement, aux régimes nazi, communiste chinois et soviétique.  

### 6ème et dernier bloc de lecture
Enfin, Soljenitsyne questionne l'attitude des politologues qui le critiquent en leur demandant pourquoi le nationalisme isolationniste auquel il adhère serait dangereux, selon leurs affirmations, alors que ce dernier vise la paix et le repos social d'une nation russe qui a énormément souffert lors de la période soviétique. Pour l'auteur, reconstruire une nation russe saine prendrait 150 ans à deux siècles sans conflits extérieurs.

## Extraits
« Le communisme ne saurait être enrayé par aucun artifice de la détente ni par aucune négociation: mais uniquement par la force extérieure ou par une désintégration interne ».
« Trop souvent on confond le communisme avec le premier pays qu'il a conquis : la Russie ».
« l'appareil policier communiste, qui devrait broyer quelque soixante millions de victimes, [ne date pas de Staline mais a été] créé par Lénine, Trotsky et Dzerjinski ».
« toute l'époque stalinienne n'est que la continuation directe du léninisme, certes avec plus de maturité dans les résultats et un développement plus étalé, plus égal ».